# Железобактерии

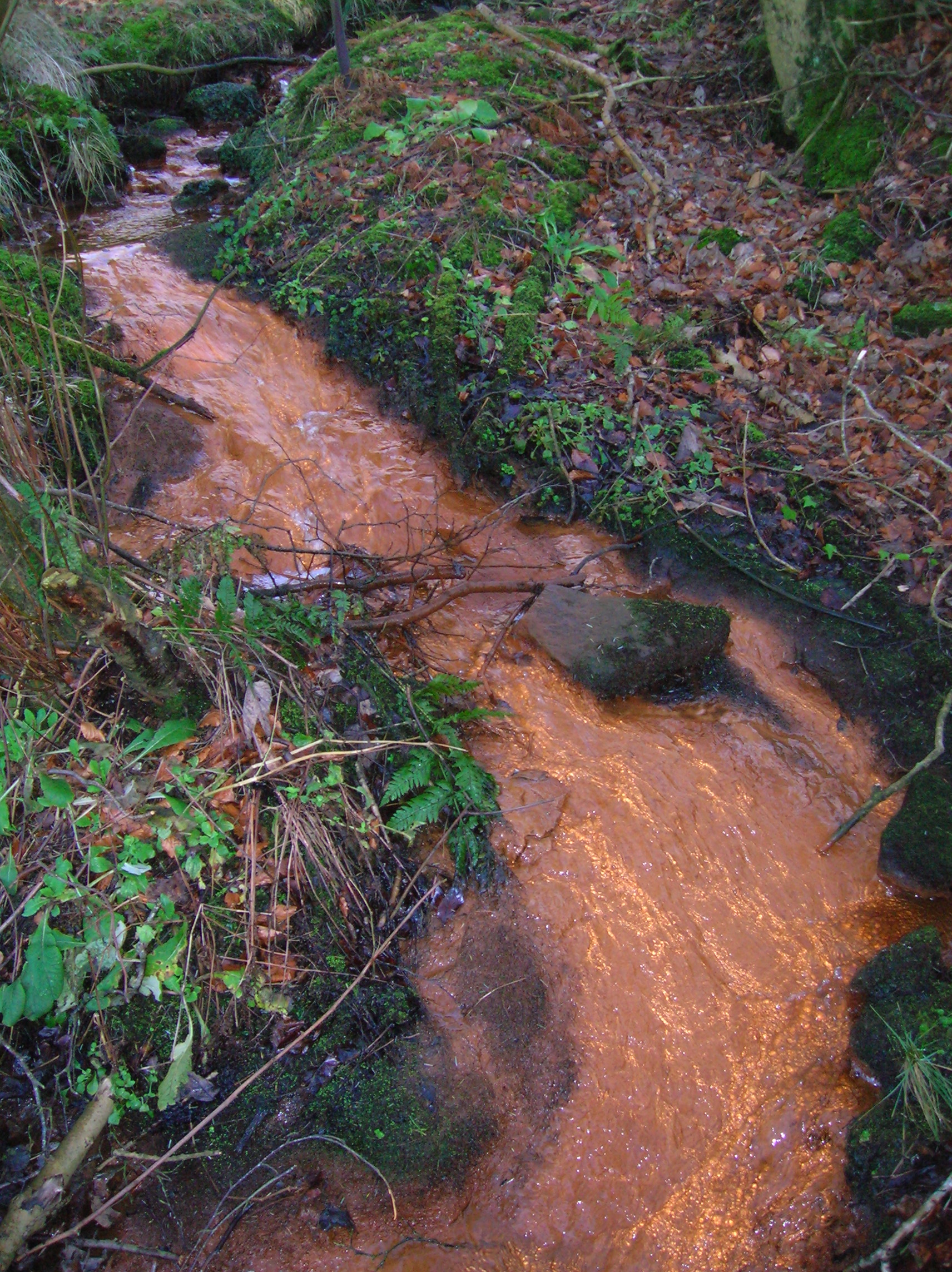
Ручей с железобактериями в Шотландии.

Железобактерии — прокариоты (бактерии и открытые позднее археи), способные окислять двухвалентное железо (Fe2+) до трёхвалентного (Fe3+) и использовать освобождающуюся при этом энергию на усвоение углерода из углекислого газа или карбонатов.
Чрезвычайно широко распространены как в пресных водоемах, так и в морях, играют большую роль в круговороте железа в природе. Благодаря их жизнедеятельности на дне болот и морей образуется огромное количество руд железа и марганца. Окисление протекает следующим образом:
{\displaystyle {\mathsf {4Fe(HCO_{3})_{2}+O_{2}+2H_{2}O\longrightarrow 4Fe(OH)_{3}+8CO_{2}}}}
При этой реакции энергии выделяется немного, поэтому железобактерии окисляют большое количество двухвалентного железа.
Некоторые из железобактерий являются литоавтотрофами.
Наиболее известные примеры горных пород, возникших в результате жизнедеятельности этих микроорганизмов:
- Болотная руда
- Железомарганцевые конкреции

## История исследования
Железобактерий открыл в 1836 году Христиан Эренберг, который обнаружил и описал вид Gallionella ferruginea. В 1843 году Эренберг пришёл к выводу, что это диатомовые водоросли. Ничего определённого о железобактериях выяснить тогда не удалось, но Эренберг заподозрил их главную роль в образовании болотных руд.
После Эренберга исследованием железобактерий занялся Сергей Николаевич Виноградский, который выяснил способ питания этих организмов, их бактериальную природу и в 1888 году назвал эту группу железобактериями.
В 1950 году были открыты Acidithiobacillus ferrooxidans (тогда назывались Thiobacillus ferrooxidans), и в дальнейшем их использовали в промышленности для производства меди.

## Представители
| Представители                      | Классификация              | Температура роста | Автотрофный путь фиксации углерода |
| ---------------------------------- | -------------------------- | ----------------- | ---------------------------------- |
| Leptospirillum ferrooxidans        | Грамотрицательные бактерии | Мезофилы          | цикл Кальвина                      |
| Thiobacillus ferrooxidans          | Грамотрицательные бактерии | Мезофилы          | цикл Кальвина                      |
| Sulfobacillus thermosulfidooxidans | Фирмикуты                  | Термофилы         |                                    |
| Acidianus brierleyi                | Археи                      | Экстремофилы      | 3-гидроксипропионатный путь        |
| Metallosphaera sedula              | Археи                      | Экстремофилы      |                                    |
| Sulfolobus acidocaldarius          | Археи                      | Экстремофилы      | Восстановительный цикл Кребса      |
| Sulfolobus solfataricus            | Археи                      | Экстремофилы      |                                    |